# Occidenchthonius cazorlensis
Espèce
Synonymes
- Chthonius ventalloi cazorlensis Carabajal Márquez, García Carrillo & Rodríguez Fernández, 2001
- Chthonius cazorlensis Carabajal Márquez, García Carrillo & Rodríguez Fernández, 2001

Occidenchthonius cazorlensis est une espèce de pseudoscorpions de la famille des Chthoniidae.

## Distribution
Cette espèce est endémique d'Andalousie en Espagne,. Elle se rencontre dans la grotte Cueva Secreta del Sagreo à La Iruela.

## Description
Le mâle holotype mesure 1,3 mm.
Le mâle décrit par Zaragoza en 2017 mesure 1,30 mm et la femelle 1,41 mm.

## Étymologie
Son nom d'espèce, composé de cazorl[a] et du suffixe latin -ensis, « qui vit dans, qui habite », lui a été donné en référence au lieu de sa découverte, la Sierra de Cazorla.

## Systématique et taxinomie
Cette espèce a été décrite comme sous-espèce sous le protonyme Chthonius ventalloi cazorlensis par Carabajal Márquez, García Carrillo et Rodríguez Fernández en 2001 dans le sous-genre Ephippiochthonius. Elle est élevée au rang d'espèce par Pérez et Zaragoza en 2010. Elle placée dans le genre Occidenchthonius par Zaragoza en 2017.

## Publication originale
- Carabajal Márquez, García Carrillo & Rodríguez Fernández, 2001 : Description of four new cave-dwelling pseudoscorpions from Andalucia, Spain (Arachnida, Pseudoscorpionida, Chthoniidae). Zoologica Baetica, vol. 12, p. 169-184 (texte intégral).